# Ramesseum
O Ramesseum foi um templo funerário do faraó Ramessés II, situado na margem ocidental do Rio Nilo em Tebas, a atual Luxor, no Alto Egito. O nome - ou pelo menos sua forma francesa Ramesséion - foi cunhado por Jean-François Champollion, que visitou as ruínas do local em 1829 e identificou pela primeira vez os hieróglifos que formavam os nomes e títulos de Ramessés nas paredes. Era originalmente chamado de Casa de milhões de anos de Usermaatra-setepenra que se une a Tebas-a-cidade no domínio de Amom. Usermaatra-setepenra foi o prenome de Ramessés II.

## Biografia

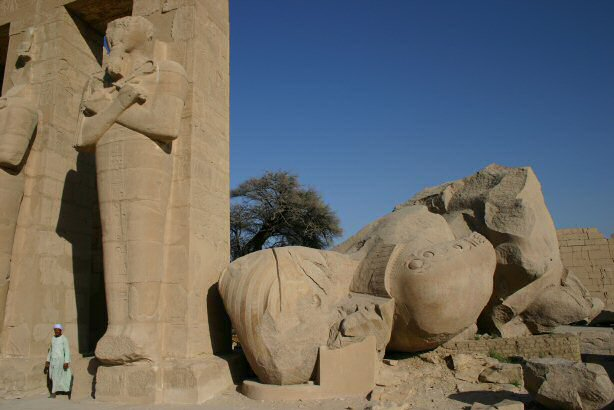
Estátua de Ramessés II desmoronada no Ramesseum.

Ramessés II modificou, usurpou ou construiu muitos edifícios do zero, e o mais esplêndido deles, de acordo com as práticas de sepultamento real do Novo Reino, teria sido seu templo memorial: um local de culto dedicado ao faraó, deus na terra, onde sua memória teria sido mantida viva após sua morte. Os registros remanescentes indicam que o trabalho no projeto começou logo após o início de seu reinado e continuou por 20 anos.
O projeto do templo mortuário de Ramessés segue os cânones padrão da arquitetura de templos do Novo Império. Orientado a noroeste e sudeste, o próprio templo compreendia dois pilares de pedra (portais, com cerca de 60 m de largura), um após o outro, cada um levando a um pátio. Além do segundo pátio, no centro do complexo, havia um salão hipostilo coberto de 48 colunas, circundando o santuário interno. Um enorme poste ficava diante da primeira corte, com o palácio real à esquerda e a estátua gigantesca do rei aparecendo na parte de trás.

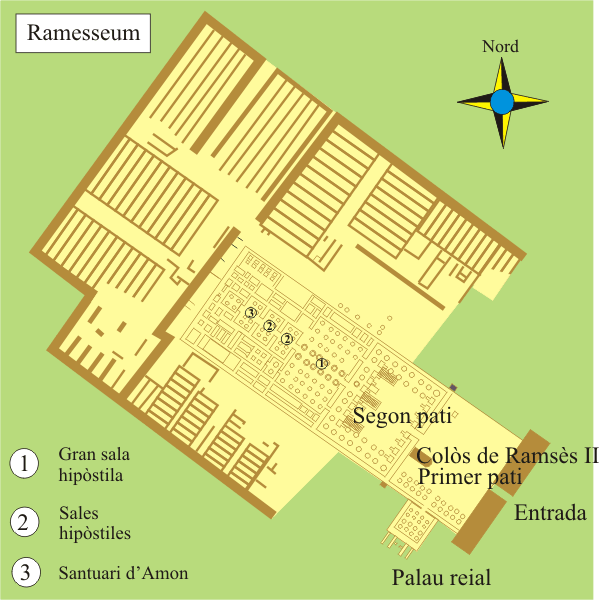
Planta do templo de Ramesseum.

O templo era dedicado ao deus Amom e ao próprio faraó, encontrando-se hoje num estado bastante deteriorado. Nas paredes do templo foram representados eventos como a Batalha de Cades e a celebração da festa do deus Mim, assim como uma procissão dos numerosos filhos do faraó. Este templo é identificado com a "Tumba de Osimandias" descrita pelo historiador grego Diodoro Sículo no século I a.C.. Na décima oitava posição cita o faraó Merneptá, filho e sucessor de Ramessés II, e naquele local havia sido descoberto um papiro que continha a obra literária O Camponês Eloquente e textos de caráter medicinal.

### Permanece
Ao contrário dos enormes templos de pedra que Ramessés ordenou que fossem esculpidos na face das montanhas da Núbia em Abul-Simbel, a passagem inexorável de três milênios não foi gentil com seu "templo de um milhão de anos" em Tebas. Isso se deveu principalmente à sua localização na borda da planície de inundação do Nilo, com a inundação anual minando gradualmente as fundações deste templo e de seus vizinhos. A negligência e a chegada de novas religiões também cobraram seu preço: por exemplo, nos primeiros anos da era cristã, o templo foi colocado em serviço como uma igreja cristã.
Isso tudo é tarifa padrão para um templo desse tipo construído naquela época. Deixando de lado a escalada de escala - pela qual cada sucessivo faraó do Novo Reino se esforçou para superar seus predecessores em volume e escopo - o Ramesseum é amplamente moldado no mesmo molde de Medinet Habu de Ramessés III ou do templo em ruínas de Amenófis III que ficava atrás dos "Colossos de Mêmnon" a cerca de um quilômetro de distância. Em vez disso, a importância que o Ramesseum desfruta hoje deve mais ao tempo e à maneira de sua redescoberta pelos europeus.
A lista de reis de Ramesseum é uma lista menor de reis que ainda permanecem no local nos poucos vestígios do segundo pilar.